# A due
A due è il secondo album da solista di Beatrice Antolini, pubblicato nel 2008 dall'etichetta discografica Urtovox Records.

## Il disco
Pubblicato a due anni dal precedente Big Saloon (2006), si caratterizza di uno stile variegato, che attraversa diversi generi musicali: su tutti funk, psichedelica, rock e indie pop.
Il titolo è in lingua inglese (traduzione: "un debito"), ma può essere anche interpretato in italiano. Inoltre A è l'iniziale del cognome dell'artista, mentre Due può stare per "secondo album". La stessa Antolini ha dichiarato: "Essendo io italiana ma facendo musica in inglese avevo pensato ad un titolo che si potesse leggere in entrambe le lingue. È un album sul dualismo".
Il disco ha ottenuto molte recensioni entusiaste: da segnalare quella di Federico Guglielmi su Il mucchio selvaggio che scrive: "A due potrebbe essere il risultato del delirio di 10 cervelli creativi messi a lavorare insieme" e quella di Giuseppe Fabbris su Rolling Stone dello stesso mese: "Originalità ed imprevedibilità sono qualità bene in vista nei due dischi che Beatrice ha pubblicato finora. Entrambi sono infatti sorprendenti campionari di idee sbocciate da un mondo personale", facendo ottenere alla Antolini la copertina della rivista Il mucchio selvaggio di ottobre.
Beatrice Antolini sceglie di promuovere A Due attraverso il progetto liveCASTour, ideato da Michele Faggi e dal webzine indie-eye.it, che diffonde in rete un concerto a porte chiuse, distribuito in 8 clip video destinate ad 8 portali generalisti (Myspace Italia, Kataweb Musica, Rockit, Blogosfere, MusicZOne, Qoob TV, Mtv.it, Indie-eye.it) 

## Tracce
1. New Manner
2. Funky Show
3. Morbidalga
4. A New Room for a Quiet Life
5. Modern Lover
6. Clear My Eyes
7. Pop Goes to Saint Peter
8. Sugarise
9. Secret Cassette
10. Double J
11. Taiga